# 15 حتى منتصف الليل (فلم)
15 حتى منتصف الليل (بالإنجليزية: 15 till Midnight) هو فيلم حركة تم إنتاجه في الولايات المتحدة وصدر في سنة 2010.

## وصلات خارجية
- مقالات تستعمل روابط فنية بلا صلة مع ويكي بيانات